# Пляма Галіфрея
Пляма Галіфрея (англ. Gallifrey Macula) — обширна темна пляма на поверхні Харона – супутнику Плутона. ЇЇ названо на честь планети Галіфрей із телесеріалу «Доктор Хто». Пляму Галіфрея перетинає навпіл долина Тардіс, названа на честь машини часу з цього самого телесеріалу.